# Frédéric Pierrot

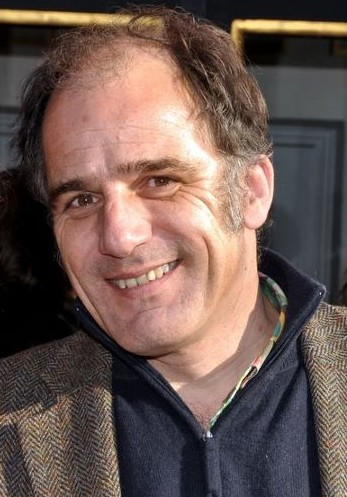
Frédéric Pierrot (César 2012)

Frédéric Pierrot (* 17. September 1960 in Boulogne-Billancourt, Frankreich) ist ein französischer Schauspieler.

## Biografie
Frédéric Pierrot studierte Mathematik in den USA, als er sein Interesse für die Schauspielerei entdeckte. Er brach sein Studium ab, kehrte nach Frankreich zurück und spielte in mehreren Kurzfilmen mit, bevor er in dem 1989 erschienenen und von Bertrand Tavernier inszenierten Kriegsdrama Das Leben und nichts anderes an der Seite von Philippe Noiret und Sabine Azéma auf der Leinwand debütierte. Seitdem spielte er unterschiedliche Fernseh- und Filmrollen, darunter in Eine Schwalbe macht den Sommer (2001), So viele Jahre liebe ich dich (2008) und Sarahs Schlüssel (2010). Für seine Darstellung in dem Drama Poliezei wurde er bei der Verleihung des französischen Filmpreises César 2012 als Bester Nebendarsteller nominiert.

## Filmografie (Auswahl)
- 1989: Das Leben und nichts anderes (La vie et rien d’autre)
- 1992: Auf offener Straße (L.627)
- 1993: Das Leben der Anderen (Comment font les gens)
- 1995: Land and Freedom
- 1996: Die Elsässer (Les Alsaciens ou les deux Mathilde)
- 1996: Hauptmann Conan und die Wölfe des Krieges (Capitaine Conan)
- 1997: Artemisia
- 1997: Freiwillig verbannt (Les sanguinaires)
- 1998: Zu verkaufen (À vendre)
- 2000: Nelken für die Freiheit (Capitães de Abril)
- 2001: Eine Schwalbe macht den Sommer (Une hirondelle a fait le printemps)
- 2003: Im Schatten der Wälder (Cette femme-là)
- 2003: Monsieur N.
- 2003: Unter uns (Quelques jours entre nous)
- 2004: Immortal – New York 2095: Die Rückkehr der Götter (Immortel (ad vitam))
- 2005: Die Sympathisantin (Avant l’oubli)
- 2005: Süße Milch (La ravisseuse)
- 2006: Im Herzen der Wüste (Aller simple)
- 2006: Leila – Die Tochter des Harki (Harkis)
- 2008: Erzähl mir was vom Regen (Parlez-moi de la pluie)
- 2008: So viele Jahre liebe ich dich (Il y a longtemps que je t’aime)
- 2009: Agatha Christie: Mörderische Spiele (Les Petits Meurtres d’Agatha Christie, Fernsehserie, 1 Folge)
- 2010: Sarahs Schlüssel (Elle s’appelait Sarah)
- 2011: Das Leben gehört uns (La guerre est déclarée)
- 2011: Poliezei (Polisse)
- 2011: Strahlende Wüste (Qui sème le vent …)
- seit 2012: The Returned (Les revenants, Fernsehserie)
- 2012: Mademoiselle Populaire (Populaire)
- 2013: Jung & Schön (Jeune et jolie)
- 2015: Road Games (Fausse Route)
- 2016: Der zweite Schuss (Tuer un homme)
- 2016: Monsieur Chocolat (Chocolat)
- 2018: Eine zweite Chance auf Glück (Une vie après)
- 2018: Fiertés – Mut zur Liebe (Fiertés, Miniserie, drei Episoden)
- 2018: Champagner & Macarons – Ein unvergessliches Gartenfest (Place publique)
- 2019: Gelobt sei Gott (Grâce à dieu)
- 2019: Alles außer gewöhnlich (Hors norme)
- 2019: Madre
- 2021–2022: In Therapie (En thérapie, Fernsehserie)
- 2025: Dalloway

## Auszeichnung (Auswahl)
- César 2012: Nominierung als Bester Nebendarsteller für Poliezei